# 維魯舒夫
維魯舒夫（Wieruszów）是位於波蘭的城市。2004年，有人口8,849人。自1999年起，屬羅茲省。在1975年至1998年期間，屬卡利什省。